# San Jose (Antique)
San Jose è una municipalità di terza classe delle Filippine, capoluogo della Provincia di Antique, nella Regione del Visayas Occidentale.
San Jose è formata da 28 baranggay:
- Atabay
- Badiang
- Barangay 1 (Pob.)
- Barangay 2 (Pob.)
- Barangay 3 (Pob.)
- Barangay 4 (Pob.)
- Barangay 5 (Pob.)
- Barangay 6 (Pob.)
- Barangay 7 (Pob.)
- Barangay 8 (Pob.)
- Bariri
- Bugarot (Catungan-Bugarot)
- Cansadan (Cansadan-Tubudan)
- Durog

- Funda-Dalipe
- Igbonglo
- Inabasan
- Madrangca
- Magcalon
- Malaiba
- Maybato Norte
- Maybato Sur
- Mojon
- Pantao
- San Angel
- San Fernando
- San Pedro
- Supa